# 琳達·柯利
琳達·柯利 CBE，FBA，FRSL，FRHistS（英語：Linda Colley，1949年9月13日—），英國歷史學家，研究帝國和民族主義，美國普林斯頓大學的 Shelby M. C. Davis 教授。

## 早期生活和教育
柯利出生於英國切斯特 ，在英國布里斯托爾大學取得學士學位，並在劍橋大學由約翰·普拉姆指導完成了她的博士學位。在擔任格頓學院和紐納姆學院的研究員之後，於1978年，她成為劍橋大學基督學院的第一位女性院士。

## 學術生涯
科利在1982年接受耶魯大學聘請，她於1992年被任命為理查德·科尔盖特歷史學教授，同時也擔任劉易斯沃波爾圖書館學術主任。她的第三本書（1992年），獲頒沃福森歷史獎，在英國民族身份的演變和複雜性，以及對於更廣泛理解民族主義的研究上，吸引了廣泛和持續的關注。1998年，科利獲邀擔任了耶魯大學的最高職等教授斯特林教授，但她婉拒了，轉而擔任在英國的一個研究職位。
那年，她加入了倫敦經濟學院，擔任資深利華休姆教授和歷史學院教授。 在1999年，柯利是在唐寧街10號所發表的千年講座的幾位講者之一，當時的首相為--托尼·布萊爾。這次演講主題，“在21世紀的英國”隨後被英國文化協會和其他國家機構廣泛引用。從1999年到2003年，科利任職於大英圖書館與泰特美術館的委員會。
在2003年，柯利回到美國，擔任普林斯頓大學謝爾比·戴維斯歷史學教授。 在過去的一年中，她出版了《俘虜，英國，帝國和世界1600年至1850年》，此著作透過研究個人在非洲，北美和亞洲的英國和愛爾蘭被俘虜的經驗，探索大英帝國的內在理路，而在2007年，她發表《伊麗莎白·馬什的考驗：一個女人在世界歷史中》 ，被《紐約時報》列為在當年10本最佳著作之一。 2011年6月，她擔任新人文學院的教授，這是在倫敦的一所私立學院，雖然在那裡，她的第一學年只有一們一個小時的課程。
柯利偶爾也替《衛報》與《倫敦書評》撰寫文章。

## 婚姻與家庭
柯利於1982年與英國歷史學家大卫·康纳汀結婚。

## 學術貢獻和榮譽
柯利已獲頒倫敦南岸大學（1998年）；埃塞克斯大學（2004年）、東安格利亞大學（2005）和布里斯托爾大學（2006年）的榮譽學位。 她是英國皇家學會院士和英國皇家文學學會院士。

## 著作
- 《反抗寡頭政治：1714至1760年的托瑞黨》（1982年）
- 《皇冠畫報：藝術與英國王室》（1990）
- 《劉易斯·納米爾》（1989）
- 《俘虜：英國，帝國和世界1800至1850年》 （2002年）
- 《伊麗莎白·馬什的考驗》（2007年）

## 腳註
1. ↑   (PDF). Wolfson Foundation.   [2012-11-14]. （原始内容 (PDF)存档于2018-12-15）.
2. ↑  "The professoriate" （页面存档备份，存于）, New College of the Humanities, accessed June 8, 2011.
  - Vasagar, Jeevan and Booth, Robert. "AC Grayling's private university accused of copying syllabuses" （页面存档备份，存于）, The Guardian, June 7, 2011.